# A Tini titánok szereplőinek listája
Ez a lap a Cartoon Network és a Kids' WB által készített, 2003-as Tini titánok című rajzfilmsorozat fő- és mellékszereplőit sorolja fel.

## Történet
Bővebben: Tini titánok (televíziós sorozat)
A sorozat önmagában egy ifjú szuperhősökből álló osztagról, a Tini titánokról szól. Ez a csapat különböző intergalaktikus bűnözők ellen harcol, néhány eseményben új szövetségesekre lel, valamikor pedig új ellenségekre, esetleg kettős ügynökökre. A sorozat részei nem fűződnek egymáshoz, általában minden epizód másról szól, persze vannak kivételek (pl.: Születésnap-"A Vég").

## Szereplők

### Jótevők

#### A csapat
- Robin – A csapat vezetője, gyakran hatalomvágyó, felnőttkorában Éjszárny-ra váltja a fedőnevét. A sorozatban leginkább Zöld Íjásszal azonosul, bár az íjon és nyílon kívül több harci botot és műszert is használ. Legnagyobb ellensége Slade, aki egy ízben agymosást végez a fiún, cinkosává és tanítványává téve őt (az ellenségi viszony azonban kis időre megszűnik a Vég című részben, ahol közösen Trigon ellen küzdenek). Robin több epizódban is kísérletet tesz ugyan Starfire (Csillagfény/Csillagtűz) meghódítására, ám felnőttkori viszonyukról nincsenek információk.
- Cyborg – Félvér igazságosztó, aki egyik epizódban Robin, másikban Alakváltó főbb cimborája, Egy ideig a Keleti Titánok vezetője. Legnagyobb ellenség Blade, aki pont ezekben a részekben akarja kiműttetni belőle az erőt, ami legyőzhetetlenné teszi (ami valójában a puszta kitartás). Felnőttkorában valószínűleg Poszméh férje.
- Alakváltó/Gézengúz – Egy szemtelen és összeszedetlen tinédzser, aki akarata szerint állatalakot ölthet. Legnagyobb cimborája Cyborg, aki viszont nemegyszer idegesítőnek nevezi. Nagyobb ideig Terra lelkes udvarlója, ám miután az elárulja a csapatot Slade-nek, dühe miatt a rajongás szertefoszlik és ezután Raven után rajong.
- Csillagfény/Csillagtűz – A Tamarhan bolygó uralkodójának lánya. Sokáig nővére, Feketetűz rajongója. Képessége, hogy lézerköröket tud előidézni a kézfejével, valamint a Szerepcsere című rész erejéig képes használni az Azarath-i energiákat is.
- Raven/Holló – A rettegett óriásdémon-uralkodó, Trigon nagyúr lánya, ennek köszönhetően szülőbolygója legsötétebb energiáit is képes használatba venni. Valódi kilétét a Születésnap című epizódtól láthatjuk: születésekor elhangzott egy prófécia, mely szerint egyszer neki kell váltania Trigont az uralkodói székben, s neki kell majd átengedi a nagyurat a Földre, mivel teste nagyobb része egy sötét portál (ezt bizonyítja, hogy egyes esetekben szétszakad a ruhája és bőre tele lesz a halál szimbólumaival). A Vég nevű részben aztán megsemmisíti apját, s testének gazember felét, így egyszerű félvérré válva. Felnőttkorában valószínűleg Alakváltó felesége.

#### Szövetségesek

##### Közönséges segédek
- Villám és Mennydörgés – Interdimenzionális, rombolással szórakozó tinédzserek, akiket végül a titánok a jó útra terelik.
- Terra – Közönséges, állítólag a szél által irányított szuperhősnő, aki a puszta akaratával képes a földet mozgatni. Bár először mindenkit meggyőz az ártatlanságával, másodszorra viszont felkeresi Slade-et, és elárulja a csapatot. Mikor ezután tér vissza a titánokhoz, Raven gyanút fog, a többiek mégis puszta távolságtartási ösztönnek nevezik meg. Később Terra Slade-et árulja el a titánoknak, s le is győzi a maffiózót, mégpedig úgy, hogy belerúgja a lávába, ahol, ha nincs Trigon, biztosan meghalt volna.

##### Keleti Titánok
Történet: A Keleti Titánok egy, a Tini titánokhoz hasonló szuperhőscsapat. A Keleti Titánok 1-4 epizódban tűnnek fel, amikor a szörnyűséges Blade Cyborgot üldözi.
- Vízilény/Aqualad – Képes irányítani a halakat és a tengert, különösen erősen uralkodik a polipok és a bálnák felett. A Mélység című részben még magánharcos, a Keleti Titánok akkor még nem alakultak meg.
- Poszméh – Méhtestű szuperhősnő, aki képes zsugorodni és lézerezni. Cyborg után a csapatvezető.
- Speedy – Egy íjász, aki mindent másképp akar, mint a többiek. Rengeteg fajta nyila van.
- Más y Menos – Két kis termetű szuperhős, akik egymáshoz kapaszkodva szinte legyőzhetetlen energiát alkotnak.Szeretik a tamalest.